# Bitka pri McIntyre Farm
Bitka pri kmetiji McIntyre se je odvila 3. oktobra 1780 med patriotsko milico pod poveljstvom stotnika Jamesa Thompsona in združenimi silami britanskih rednih vojakov in lojalistov pod poveljstvom stotnika Johna Doyla v severnem okrožju Mecklenburg v Severni Karolini. Dogodek je znan tudi kot Bitka čebel ali Bitka osjega gnezda.
General Charles Cornwallis je zasedel Charlotte od 26. septembra 1780. Medtem, ko je bil tam, je na podeželje poslal skupino 450 pešakov, 60 konjenikov in približno 40 vozov, da bi poiskali zaloge. Kapitan James Thompson iz lokalne milice je bil opozorjen s strani lokalnega fanta, ki jih je opazil. Britanske sile so se ustavile 7 mi (11,3 km) po cesti pri McIntyre's Farm, patriotski milici pa so bile skrite za njimi. Na McIntyrejevi kmetiji je Doyle pustil 100 vojakov in 10 vozov za nabiranje zalog.
Medtem, ko so nekateri Britanci nalagali zaloge na vozove, so drugi po nesreči prevrnili nekaj čebeljih panjev, kar je povzročilo nemir. Ko se je to zgodilo, so Patrioti odprli ogenj. Britancem se je zdelo, da je Patriotov več, kot so mislili. Boju se je pridružilo veliko patriotov iz soseske in okolice. Kapitan Doyle je menil, da njegove može napada veliko večja sila, zato je ukazal hiter umik nazaj v Charlotte, Severna Karolina. Med spopadom so ustrelili nekaj konj, ki so vlekli oskrbovalne vozove, zaradi česar je bila cesta blokirana, večina zalog pa je ostala za njimi.
Kmečka hiša McIntyre je bila ena najstarejših stavb v grofiji Mecklenburg. Do leta 1941 je imela luknje od mušketnih krogel, ko jo je porušil zasebni lastnik zemljišča.
Ko so se Britanci po 16-dnevni okupaciji umaknili z območja, so jo imeli za "Orletovo gnezdo". Počaščeni zaradi tega junaškega dejanja sta jo Charlotte in okrožje Mecklenburg sprejeli za svoj simbol. Vidimo ga lahko na pečatu Charlotte, mestne profesionalne košarkarske ekipe Charlotte Hornets in drugih lokalnih organizacij.
Danes sta v Charlottu v Severni Karolini tik ob cesti Beatties Ford Road na križišču z avenijo McIntyre Avenue dva spomenika, posvečena spopadu.